# El señor de la casa
El señor de la casa (Suepsandan, en idioma original) es una miniserie de televisión, del género thriller, tailandesa de 2024 creada por Kulp Kaljareuk y dirigida por Sivaroj Kongsakul.

## Sinopsis
Una poderosa familia, de la industria de las joyas, entabla una lucha por el poder tras la muerte de su patriarca, entre sus hijos y a la empleada con la que se había casado.

## Reparto
- Narilya Gulmongkolpech - Kaimook
- Teerapong Leowrakwong - Roongroj
- Charttayodom Hiranyasthiti - Phupat
- Thanavate Siriwattanagul - Mavin
- Nusba Punnakanta - Padcha
- Narupornkamol Chaisang - Kita

## Episodios
1. La última cena
2. La oferta
3. El talón de Aquiles
4. Callejón sin salida
5. Castigo
6. Rebelión
7. El señor de la casa